# Lithobius forficatus
Lithobius forficatus, denominado de forma popular ciempiés marrón o ciempiés de piedra, es un ciempiés europeo común de la familia Lithobiidae, aunque su distribución no es exclusiva de Europa. Tiene una longitud de entre 18 y 30 mm y una anchura de 4 mm y es color marrón castaño.
Es similar a una variedad de otros ciempiés lithobidos europeos, especialmente el ciempiés rayado, Lithobius variegatus, pero L. forficatus no tiene rayas en sus patas. Como es frecuente entre los lithobiidos, abunda en las capas superiores de tierra, particularmente bajo rocas y troncos en descomposición. Esta especie se puede identificar fácilmente por su reacción al ser descubierto, que no es otra que correr a toda prisa en busca de refugio. Este comportamiento les distingue de muchas de las otras especies de los grandes lithobidos, que no son tan radicales en su comportamiento en caso de fuga.
Es un depredador, su dieta principal consta de insectos e invertebrados, incluyendo arañas, babosas, gusanos y moscas. Ha desarrollado patas delanteras que parecen 'colmillos' y  contienen veneno que ayudan al ciempiés a imponerse a su presa.

## Ciclo vital
Los lithobiidos tienen siete pares de patas cuando salen del huevo y, cada vez que mudan desarrollan segmentos adicionales con nuevos pares de patas.
Lithobius forficatus puede llegar a vivir de cinco a seis años.

## Galería de imágenes

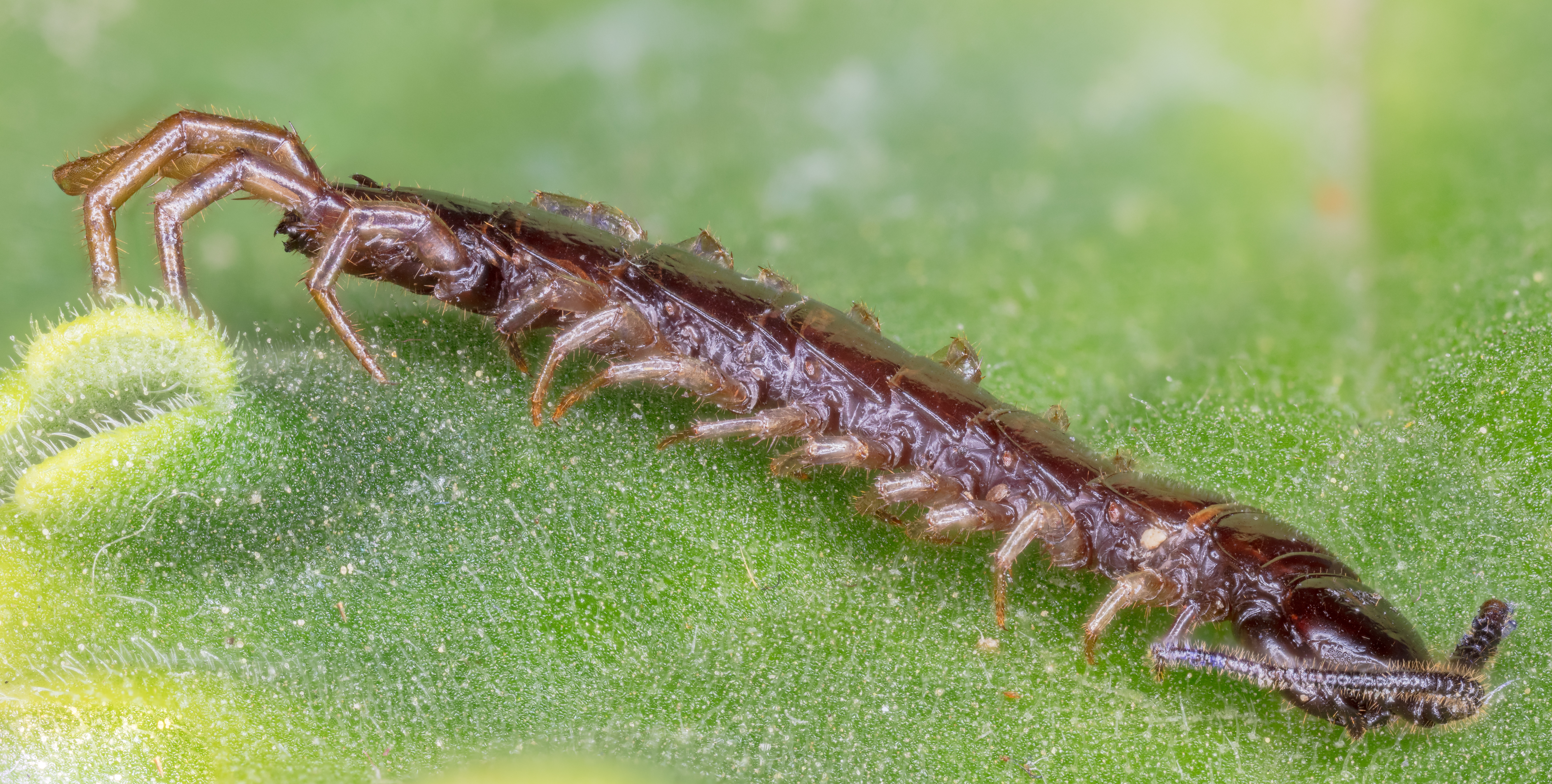
Vista íntegra lateral.
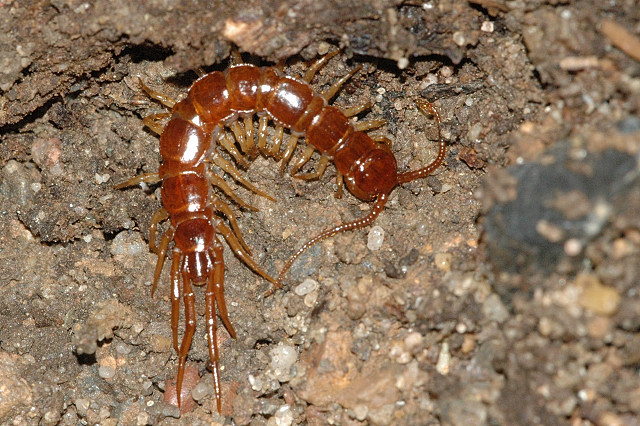
Vista con el cuerpo curvado.
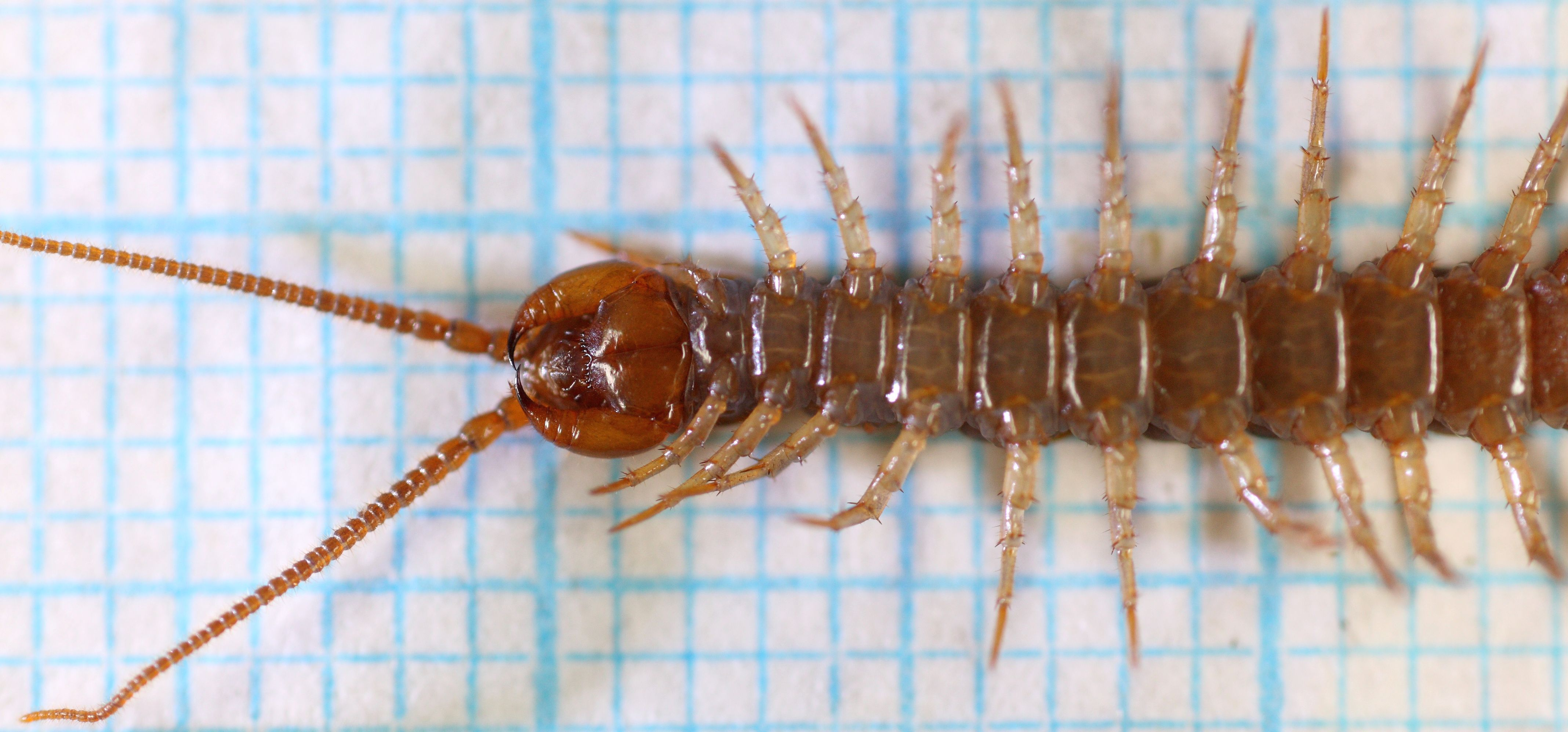
Vista ventral.
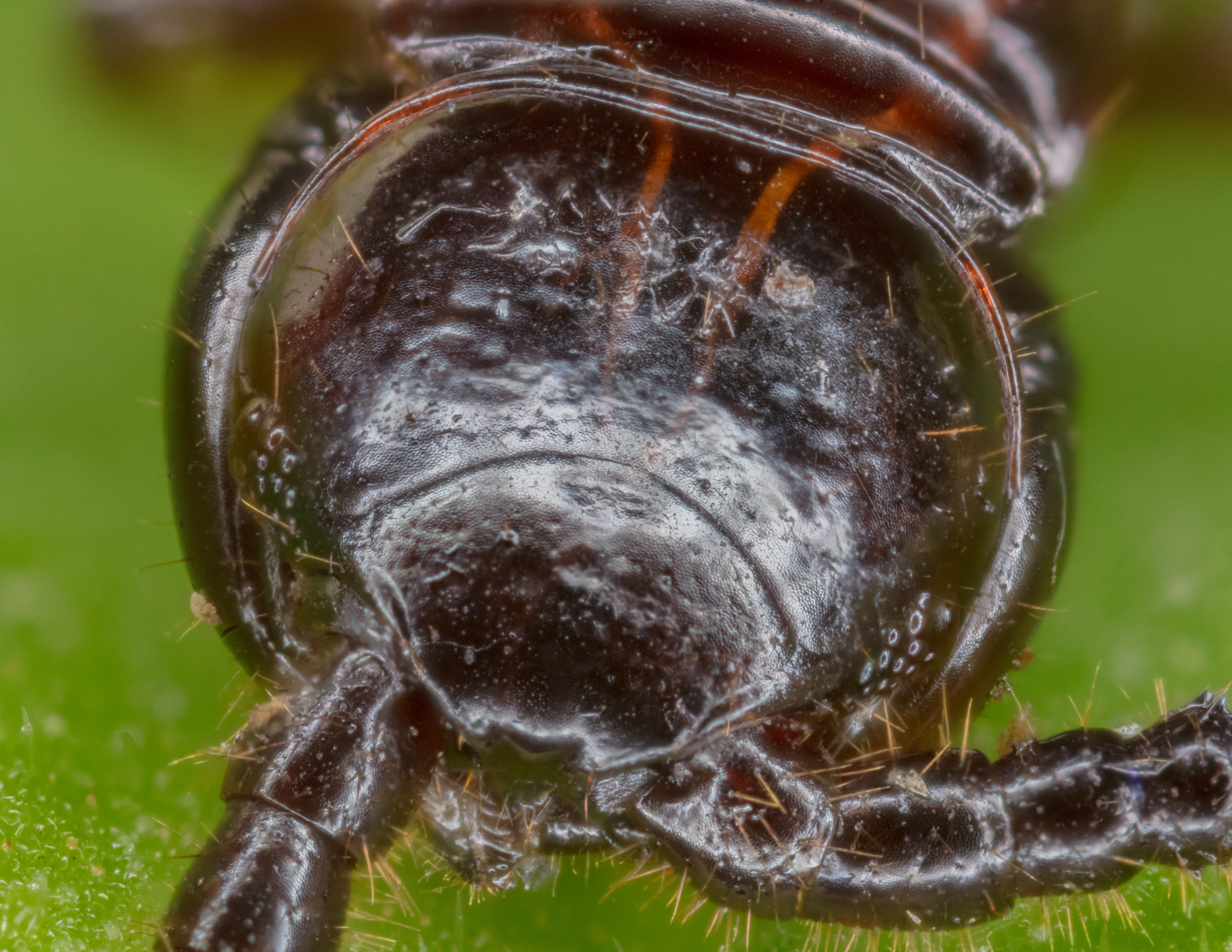
Detalle de la cabeza, vista frontal.
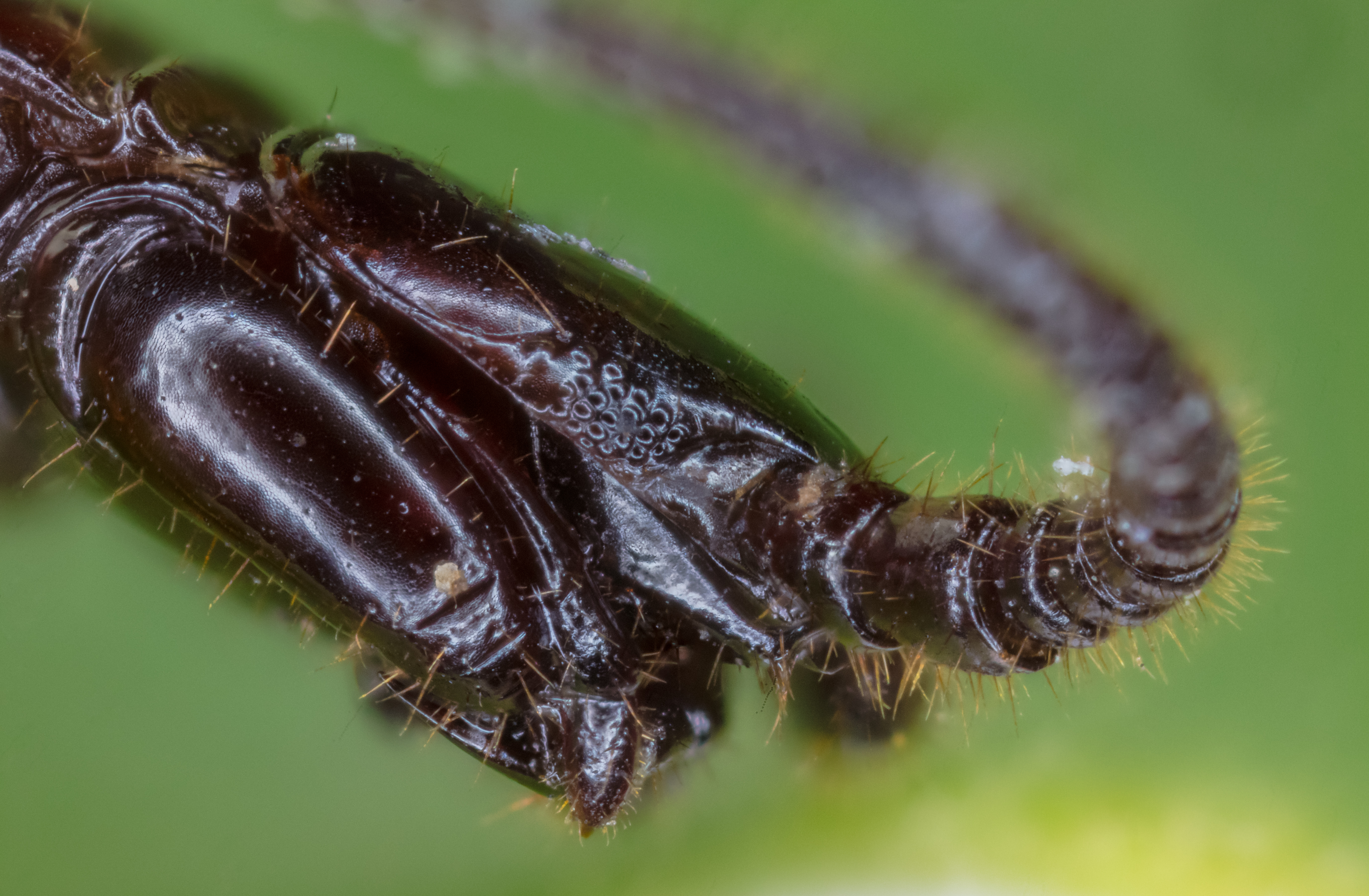
Detalle de la cabeza, vista lateral.